# Tiga GC288
Chronologie des modèles
Tiga GC287 Tiga GC289
La Tiga GC288 est une voiture de sport homologuée pour courir dans la catégorie Groupe C2 de la fédération internationale du sport automobile (FISA). Elle a été développée et construite par Tiga Race Cars afin de participer au championnat du monde des voitures de sport. Elle a fini sa carrière dans le championnat Interserie. Trois exemplaires ont été construits,.

## Écuries
- Kelmar Racing Team
- Porto Kaleo Team
- S.C.I. Team
- The Berkeley Team